# Seznam památných stromů v okrese Rychnov nad Kněžnou
Toto je seznam památných stromů v okrese Rychnov nad Kněžnou, v němž jsou uvedeny památné stromy na území okresu Rychnov nad Kněžnou.
| Název                                                          | Obrázek                              | Umístění                                                                       | Druh | Obvod [v cm] | Kód wikidata     | Galerie                                                                                              | Poznámka |
| -------------------------------------------------------------- | ------------------------------------ | ------------------------------------------------------------------------------ | --- | --- | ---------------- | --- | --- |
| Lípa v Bartošovicích                                           |                                      | Bartošovice v Orlických horách 50°9′52″ s. š., 16°32′58″ v. d.                 | lípa srdčitá | 595 | 101426 Q26787008 | | Za kostelem, u vjezdu do farského dvora u hospodářské budovy |
| Lípa srdčitá                                                   |                                      | Bělá u Liberka 50°11′32″ s. š., 16°22′57″ v. d.                                | lípa srdčitá | 421 | 104996 Q26789602 | | U chalupy čp. 24 |
| Hrušeň polnička                                                | Běstviny u Dobrušky - památná hrušeň | Běstviny 50°19′11″ s. š., 16°8′39″ v. d.                                       | hrušeň planá | 237 | 104980 Q26789589 | | V obci na návsi u zvoničky |
| Michlova jabloň                                                |                                      | Běstviny 50°19′22″ s. š., 16°8′35″ v. d.                                       | jabloň | 277 | 105706 Q26790250 | | Na kraji linie ovocných stromů kolem dnes již zaniklé komunikace u čp. 18 |
| Lípa v Bystrém (Hartmanova lípa)                               | Hartmanova lípa v Bystrém            | Bystré v Orlických horách 50°19′17″ s. š., 16°15′30″ v. d.                     | lípa malolistá | 465 | 101444 Q26787021 | | Ve východní části vsi |
| Jilm polní †                                                   |                                      | Černá Voda u Orlického Záhoří                                                  | jilm | 550 | 101443 Q74843367 | | Vlevo od silnice z Černé Vody do Říček; grafióza, v 90. letech skácen, zrušovací rozhodnutí pravděpodobně nebylo vydáno. Oficiálně byla ochrana zrušena 17. února 2021                                                                                            |
| Javor babyka                                                   |                                      | Černíkovice 50°11′2″ s. š., 16°13′8″ v. d.                                     | javor babyka | 331 | 104976 Q26789585 | | V blízkosti silnice Černíkovice-Domašín |
| Deštenský dub                                                  |                                      | Deštné v Orlických horách 50°18′6″ s. š., 16°21′15″ v. d.                      | dub zimní | 366 | 101409 Q26786990 | | Poblíž komunikace, cca 100 m od křižovatky Jedlová-Deštné-Šerlich, u čp. 140 na břehu potoka nad soutokem s Bělou |
| Jasan v Deštném                                                | Památný jasan ztepilý v Deštném      | Deštné v Orlických horách 50°18′33″ s. š., 16°21′31″ v. d.                     | jasan ztepilý | 550 | 101432 Q26787016 | | U terasy rekreační chaty ZO OS Orlická nemocnice, severně od Národního domu |
| Jilm horský v Koutu                                            |                                      | Deštné v Orlických horách 50°18′10″ s. š., 16°19′37″ v. d.                     | jilm horský | 410 | 101410 Q26786991 | | U rekreační chalupy č. 120, cca 120m nad komunikací vedoucí ke kostelu v Šedivinách, v lokalitě zvané Kout |
| Lípa v Koutu                                                   |                                      | Deštné v Orlických horách 50°17′52″ s. š., 16°19′23″ v. d.                     | lípa srdčitá | 456 | 105112 Q26789680 | | V údolí Koutského potoka vpravo od červeně značené turistické stezky vedoucí z Deštného v Orlických horách k Prázově boudě; v blízkosti jsou boží muka |
| Dub letní                                                      |                                      | Dobruška 50°18′6″ s. š., 16°10′19″ v. d.                                       | dub letní | 374 | 104977 Q26789586 | | Na levém břehu řeky Brtvy vedle brodu |
| Hlošina úzkolistá                                              |                                      | Dobruška 50°17′37″ s. š., 16°9′2″ v. d.                                        | hlošina úzkolistá | 223 | 104979 Q26789588 | | na levém břehu Brtvy v Dobrušce, poblíž Husova sboru, v místě poslední městské katovny |
| Lípa v Dobřanech †                                             |                                      | Dobřany v Orlických horách                                                     | lípa malolistá | 445 | 101441           | | V obci uvnitř hřbitova u kostela |
| Lípa velkolistá                                                |                                      | Dobřany v Orlických horách 50°19′20″ s. š., 16°17′5″ v. d.                     | lípa velkolistá | 750 | 104990 Q26789600 | | V obci naproti hřbitovu |
| Lípa v Horní Rokytnici                                         | Lípa v Horní Rokytnici               | Rokytnice v Orlických horách, Horní Rokytnice 50°11′17″ s. š., 16°29′12″ v. d. | lípa srdčitá | 655 | 101429 Q26787012 | | Na louce pod chalupou, severně od silnice do Panenského Pole |
| Lípy ve Hřibinách                                              |                                      | Hřibiny 50°8′48″ s. š., 16°10′32″ v. d.                                        | lípa srdčitá (2) | 224 265 | 105461 Q26779298 | | V obci u památníku postaveném na počest ukončení roboty v r. 1848 |
| Lípa malolistá                                                 |                                      | Jámy u Rychnova nad Kněžnou 50°8′51″ s. š., 16°16′11″ v. d.                    | lípa malolistá | 450 | 104981 Q26789590 | | V blízkosti hospodářské usedlosti Bezděkov v místě zvaném Na hradě; poslední ze 4 lip, které vytvářely tzv. "přírodní chrám" |
| Hrušeň planá, polnička                                         |                                      | Javornice                                                                      | hrušeň planá | 305 | 105142 Q26789698 | | V obci, v zahradě před domem čp. 37 |
| Javor mléč                                                     |                                      | Javornice 50°10′11″ s. š., 16°23′30″ v. d.                                     | javor mléč | 255 | 104619 Q26789287 | | Na zahradě u čp. 13 v osadě Přím |
| Jírovec maďal                                                  |                                      | Javornice 50°10′10″ s. š., 16°23′30″ v. d.                                     | jírovec maďal | 230 | 104618 Q26789286 | | Na dvoře rodinného domu čp. 13 v osadě Přím |
| Bříza v Jedlové                                                |                                      | Jedlová v Orlických horách 50°17′54″ s. š., 16°21′46″ v. d.                    | bříza bělokorá | 270 | 101431 Q26787015 | | V lyžařském sjezdovém areálu, v aleji nad místní hasičskou zbrojnicí |
| Lípa velkolistá                                                |                                      | Kačerov u Zdobnice 50°13′40″ s. š., 16°22′5″ v. d.                             | lípa velkolistá | 420 | 104603 Q26789277 | | Na horním okraji louky v blízkosti zbořeniště usedlosti čp. 54 |
| 4 lípy na Palackého náměstí                                    |                                      | Kostelec nad Orlicí 50°7′22″ s. š., 16°12′44″ v. d.                            | lípa velkolistá (4) | & Chyba ve výrazu: Neočekávaný operátor / Chyba ve výrazu: Neočekávaný operátor / Chyba ve výrazu: Neočekávaný operátor / Chyba ve výrazu: Neočekávaný operátor / Chyba ve výrazu: Neočekávaný operátor / Chyba ve výrazu: Neočekávaný operátor / Chyba ve výrazu: Neočekávaný operátor / Chyba ve výrazu: Neočekávaný operátor / Chyba ve výrazu: Neočekávaný operátor / Chyba ve výrazu: Neočekávaný operátor / Chyba ve výrazu: Neočekávaný operátor / Chyba ve výrazu: Neočekávaný operátor / Chyba ve výrazu: Neočekávaný operátor / Chyba ve výrazu: Neočekávaný operátor / Chyba ve výrazu: Neočekávaný operátor / -1.0000-0 | 104967 Q26779295 | | Na Palackého náměstí kolem kašny |
| Buk za dráhou                                                  | Buk za dráhou                        | Kostelec nad Orlicí 50°7′9″ s. š., 16°12′22″ v. d.                             | buk lesní (převislý) | 310 | 104995 Q11362554 | Kategorie „Buk za dráhou v Kostelci n. Orlicí“ na Wikimedia Commons                                  | V zahradě u domu čp. 179 |
| Červený buk u křižovatky                                       |                                      | Kostelec nad Orlicí 50°7′25″ s. š., 16°12′56″ v. d.                            | buk lesní (nachový) | 490 | 104994 Q26789601 | | V zahradě Zvláštní školy v Pelcově ulici |
| Lípa u památníku "Obětem"                                      |                                      | Kostelec nad Orlicí 50°7′27″ s. š., 16°12′38″ v. d.                            | lípa srdčitá | 250 | 104966 Q26789576 | | V blízkosti silnice proti budově Obchodní akademie u památníku |
| Lípa v Stradinské ulici                                        |                                      | Kostelec nad Orlicí 50°7′13″ s. š., 16°11′57″ v. d.                            | lípa srdčitá | 550 | 104969 Q26789578 | | Na náměstíčku v ulici Stradinská u řeky Orlice v lokalitě "Na Skále" |
| Platan u pošty                                                 |                                      | Kostelec nad Orlicí 50°7′26″ s. š., 16°12′42″ v. d.                            | platan javorolistý | 265 | 104968 Q26789577 | | V parčíku naproti poště |
| Platanové stromořadí Platanka                                  |                                      | Kostelec nad Orlicí 50°7′25″ s. š., 16°13′ v. d.                               | platan javorolistý (20) | & Chyba ve výrazu: Neočekávaný operátor / Chyba ve výrazu: Neočekávaný operátor / Chyba ve výrazu: Neočekávaný operátor / Chyba ve výrazu: Neočekávaný operátor / Chyba ve výrazu: Neočekávaný operátor / Chyba ve výrazu: Neočekávaný operátor / Chyba ve výrazu: Neočekávaný operátor / Chyba ve výrazu: Neočekávaný operátor / Chyba ve výrazu: Neočekávaný operátor / Chyba ve výrazu: Neočekávaný operátor / Chyba ve výrazu: Neočekávaný operátor / Chyba ve výrazu: Neočekávaný operátor / Chyba ve výrazu: Neočekávaný operátor / Chyba ve výrazu: Neočekávaný operátor / Chyba ve výrazu: Neočekávaný operátor / -1.0000-0 | 105043 Q26790999 | | Jednostranné stromořadí v Pelcově ulici |
| Lípa srdčitá                                                   |                                      | Kvasiny 50°12′29″ s. š., 16°15′12″ v. d.                                       | lípa srdčitá | 543 | 101449 Q26787023 | | V obci, po pravé straně od Solnice do Skuhrova |
| Lípa velkolistá                                                |                                      | Kvasiny 50°12′28″ s. š., 16°15′8″ v. d.                                        | lípa velkolistá | 500 | 101448 Q26787022 | | V obci, nad strojírnami |
| Horákův buk                                                    | Horákův buk                          | Lhoty u Potštejna 50°3′16″ s. š., 16°17′8″ v. d.                               | buk lesní | 750 | 101437 Q11878432 | Kategorie „Horákův buk (Lhoty u Potštejna)“ na Wikimedia Commons                                     | V lesním porostu asi 1,5 km východně od obce, do dnešní doby se zachovalo jen torzo |
| Kaštanovník jedlý                                              |                                      | Liberk 50°11′47″ s. š., 16°20′43″ v. d.                                        | kaštanovník jedlý | 350 | 101423 Q26787005 | | V zahradě u čp. 62 na jižním okraji obce |
| Dub u dvora Karolín                                            |                                      | Lipovka u Rychnova nad Kněžnou 50°10′5″ s. š., 16°14′52″ v. d.                 | dub letní | 645 | 101422 Q26787003 | Kategorie „Dub u dvora Karolín“ na Wikimedia Commons                                                 | v bažantnici u dvora Karolín v jižní části lesa. |
| Dub v Malé Čermné                                              |                                      | Malá Čermná nad Orlicí 50°4′31″ s. š., 16°7′47″ v. d.                          | dub letní | 630 | 101436 Q26787019 | | V obci po levé straně silnice ve směru na Borohrádek, na svahu příkopu |
| Lípa v Malé Straně                                             |                                      | Malá Strana v Orlických horách 50°11′38″ s. š., 16°33′13″ v. d.                | lípa srdčitá | 500 | 101427 Q26787009 | | Na okraji průseku v lesním porostu u zbořeniště bývalého stavení, pod elektrovodem západně od silnice z Vrchní Orlice do Neratova |
| Jilm na Tisovci                                                |                                      | Malý Uhřínov 50°15′47″ s. š., 16°20′33″ v. d.                                  | jilm horský | 430 | 101407 Q26779309 | | Na zbořeništi v osadě Tisovec, poblíž cesty. Původně se jednalo o dva stromy, chráněné jako „Jilm a lípa na Tisovci“. Ochrana lípy byla zrušena 21. dubna 2023, chráněn je tedy jen jilm pod názvem „Jilm na Tisovci“.                                            |
| Čudova lípa v Mělčanech                                        |                                      | Mělčany u Dobrušky 50°16′21″ s. š., 16°10′17″ v. d.                            | lípa srdčitá | 205 | 105853 Q26790445 | | Ve středu palouku, který obtéká vodní tok Dědina |
| Lípa u Nebeské Rybné                                           |                                      | Nebeská Rybná 50°11′48″ s. š., 16°25′43″ v. d.                                 | lípa srdčitá | 660 | 101418 Q26786999 | | V pastevním areálu cca 1 km severovýchodně od obce |
| Lípy u křížku na Nebeské Rybné                                 |                                      | Nebeská Rybná 50°11′56″ s. š., 16°25′50″ v. d.                                 | lípa velkolistá (1) lípa srdčitá (1) | 430 420 | 104883 Q26779304 | | V obci u křížku, poblíž domu čp. 51 |
| Javor klen v Neratově                                          |                                      | Neratov v Orlických horách 50°12′58″ s. š., 16°32′33″ v. d.                    | javor klen | 470 | 101425 Q26787006 | | V obci, ve stráni u rekreační chalupy |
| Modříny u sochy sv. Františka Xaverského v Neratově            |                                      | Neratov v Orlických horách 50°13′1″ s. š., 16°33′11″ v. d.                     | modřín opadavý (3) | & Chyba ve výrazu: Neočekávaný operátor / Chyba ve výrazu: Neočekávaný operátor / Chyba ve výrazu: Neočekávaný operátor / Chyba ve výrazu: Neočekávaný operátor / Chyba ve výrazu: Neočekávaný operátor / Chyba ve výrazu: Neočekávaný operátor / Chyba ve výrazu: Neočekávaný operátor / Chyba ve výrazu: Neočekávaný operátor / Chyba ve výrazu: Neočekávaný operátor / Chyba ve výrazu: Neočekávaný operátor / Chyba ve výrazu: Neočekávaný operátor / Chyba ve výrazu: Neočekávaný operátor / Chyba ve výrazu: Neočekávaný operátor / Chyba ve výrazu: Neočekávaný operátor / Chyba ve výrazu: Neočekávaný operátor / -1.0000-0 | 101405 Q26779305 | | na okraji lesa a silnice do Podlesí u sochy sv. F. Xaverského |
| Neratovský javor klen                                          |                                      | Neratov v Orlických horách 50°13′3″ s. š., 16°32′11″ v. d.                     | javor klen | 364 | 101408 Q26786989 | | V horní části osady Neratov, na kraji zbořeniště poblíž rekreační chalupy č. 104, cca 12 m nad cestou k Bajerovu statku |
| Jasan v Olešnici                                               |                                      | Olešnice v Orlických horách 50°22′32″ s. š., 16°19′42″ v. d.                   | jasan ztepilý | 550 | 101428 Q26787010 | | Ve východní části obce, ve stráni nad čp.191 |
| Červenolistý buk u kostela Panny Marie v Opočně                | Buk u kostela Panny Marie v Opočně   | Opočno pod Orlickými horami 50°15′59″ s. š., 16°6′59″ v. d.                    | buk lesní červenolistý | 216 | 101416 Q26786997 | Kategorie „Buk lesní červenolistý (Opočno)“ na Wikimedia Commons                                     | V areálu bývalého hřbitova u kostela Panny Marie |
| Dub u kostela Panny Marie v Opočně                             | Dub u kostela Panny Marie v Opočně   | Opočno pod Orlickými horami 50°15′59″ s. š., 16°6′59″ v. d.                    | dub letní | 305 | 101415 Q11832856 | | V areálu bývalého hřbitova u kostela Panny Marie |
| Dub v urnovém háji v Opočně                                    | Dub v urnovém háji                   | Opočno pod Orlickými horami 50°16′18″ s. š., 16°7′13″ v. d.                    | dub letní | 323 | 101412 Q26786995 | | V urnovém háji v Dobrušské ulici |
| Lípa před kapucínským klášterem v Opočně                       |                                      | Opočno pod Orlickými horami 50°16′4″ s. š., 16°6′57″ v. d.                     | lípa srdčitá | 198 | 101414 Q12034649 | | Na Kupkově náměstí, před kostelem Naroení Páně; poslední exemplář z původní aleje, která lemovala náměstí |
| Lípa Svobody na Kupkově náměstí v Opočně                       | Lípa Svobody                         | Opočno pod Orlickými horami 50°16′5″ s. š., 16°6′56″ v. d.                     | lípa malolistá | 137 | 101413 Q26786996 | | V parku na Kupkově náměstí, vysazena 28.10.1919 |
| Lípa ve vstupním prostoru hřbitova v Opočně                    |                                      | Opočno pod Orlickými horami 50°16′18″ s. š., 16°7′14″ v. d.                    | lípa srdčitá | 415 | 101411 Q26786993 | | Ve vstupní části hřbitova |
| Soustromí lip na Trčkově náměstí v Opočně                      |                                      | Opočno pod Orlickými horami 50°15′56″ s. š., 16°6′51″ v. d.                    | lípa srdčitá (9) | & Chyba ve výrazu: Neočekávaný operátor / Chyba ve výrazu: Neočekávaný operátor / Chyba ve výrazu: Neočekávaný operátor / Chyba ve výrazu: Neočekávaný operátor / Chyba ve výrazu: Neočekávaný operátor / Chyba ve výrazu: Neočekávaný operátor / Chyba ve výrazu: Neočekávaný operátor / Chyba ve výrazu: Neočekávaný operátor / Chyba ve výrazu: Neočekávaný operátor / Chyba ve výrazu: Neočekávaný operátor / Chyba ve výrazu: Neočekávaný operátor / Chyba ve výrazu: Neočekávaný operátor / Chyba ve výrazu: Neočekávaný operátor / Chyba ve výrazu: Neočekávaný operátor / Chyba ve výrazu: Neočekávaný operátor / -1.0000-0 | 101417 Q26779294 | | Na Trčkově nám., z nichž dvě rostou u sousoší sv. Floriana, 6 kolem plastiky sv. J. Nepomuckého v centrální části, jedna na okraji zpevněného parkoviště; vysazeny 23.4.1887 na památku sňatku Johanky z Colloredů s knížetem Aloisem Schoenburgem z Hartensteina |
| Javor u křížku v poli                                          |                                      | Opočno pod Orlickými horami 50°16′32″ s. š., 16°7′23″ v. d. \|                 | javor mléč | ? | 106535           | | Severně od hřbitova, za obchvatem města, solitér v poli. |
| Drážní buk                                                     | Drážní buk                           | Pěčín u Rychnova nad Kněžnou 50°10′0″ s. š., 16°26′16″ v. d.                   | buk lesní | 545 | 101445 Q11831243 | Kategorie „Drážní buk“ na Wikimedia Commons                                                          | U železniční dráhy Rokytnice v Orlických horách-Pěčín, na křižovatce polní cesty a želez. trati |
| Pěčínský jasan                                                 |                                      | Pěčín u Rychnova nad Kněžnou 50°9′53″ s. š., 16°25′9″ v. d.                    | jasan ztepilý | & Chyba ve výrazu: Neočekávaný operátor / Chyba ve výrazu: Neočekávaný operátor / Chyba ve výrazu: Neočekávaný operátor / Chyba ve výrazu: Neočekávaný operátor / Chyba ve výrazu: Neočekávaný operátor / Chyba ve výrazu: Neočekávaný operátor / Chyba ve výrazu: Neočekávaný operátor / Chyba ve výrazu: Neočekávaný operátor / Chyba ve výrazu: Neočekávaný operátor / Chyba ve výrazu: Neočekávaný operátor / Chyba ve výrazu: Neočekávaný operátor / Chyba ve výrazu: Neočekávaný operátor / Chyba ve výrazu: Neočekávaný operátor / Chyba ve výrazu: Neočekávaný operátor / Chyba ve výrazu: Neočekávaný operátor / -1.0000-0 | 101420 Q26787002 | | Na severním okraji obce, u rekreační chatky |
| Lípa srdčitá                                                   |                                      | Peklo nad Zdobnicí 50°8′ s. š., 16°19′25″ v. d.                                | lípa srdčitá | 210 | 104944 Q26789557 | | U obce uprostřed orného pozemku, lokalita Na Křibech |
| Lípa srdčitá u Bartošů                                         |                                      | Peklo nad Zdobnicí 50°7′56″ s. š., 16°18′50″ v. d.                             | lípa srdčitá | 401 | 104971 Q26789580 | | Na zahradě hospodářské usedlosti U Bartošů |
| Lípa srdčitá u cesty na Hradisko                               |                                      | Peklo nad Zdobnicí 50°7′50″ s. š., 16°19′23″ v. d.                             | lípa srdčitá | 262 | 104945 Q26789558 | | Uprostřed orného pozemku, lokalita Na Křibech |
| Kupkova turecká líska                                          |                                      | Pohoří u Dobrušky 50°17′35″ s. š., 16°6′13″ v. d.                              | líska turecká | 215 | 105101 Q26789674 | | V zahradě u čp. 179 na rozhraní intravilánu a extravilánu obce |
| Pohořský dub                                                   |                                      | Pohoří u Dobrušky 50°17′33″ s. š., 16°6′ v. d.                                 | dub letní | 404 | 105263 Q26789758 | | Na zahradě u domu čp. 77 |
| Jasan na Polomu                                                |                                      | Polom v Orlických horách 50°21′12″ s. š., 16°18′53″ v. d.                      | jasan ztepilý | 450 | 105111 Q26789679 | | V osadě Polom poblíž vodoteče cca 200 m severozápadně od chalupy č. 33 |
| Lípa v Polomu                                                  |                                      | Polom v Orlických horách 50°21′2″ s. š., 16°18′44″ v. d.                       | lípa srdčitá | 540 | 101430 Q26787013 | | V jižní části obce na zahradě u čp. 1 |
| Polomská ptačka                                                |                                      | Polom v Orlických horách 50°20′42″ s. š., 16°18′6″ v. d.                       | třešeň ptačí | 340 | 105086 Q26789664 | | U polní cesty v prostoru rozptýlené horské zástavby v osadě Polom v Orlických horách, uprostřed rozsáhlých pastvin |
| Zeunerova lípa                                                 |                                      | Polom v Orlických horách 50°20′38″ s. š., 16°18′2″ v. d.                       | lípa srdčitá | 484 | 105846 Q26790428 | | V osadě na okraji přístupové cesty k čp. 71 |
| Buk lesní u hřbitova a kostela sv. Marka v Potštejně           |                                      | Potštejn 50°5′22″ s. š., 16°18′13″ v. d.                                       | buk lesní | 419 | 101396 Q26786983 | | Nad svahem, asi 3 m vpravo od cesty ke hřbitovu u kostela sv. Marka |
| Dub u zámku                                                    | Dub u zámku                          | Potštejn 50°4′55″ s. š., 16°18′28″ v. d.                                       | dub letní | 380 | 101400 Q26786984 | | V centru obce, v blízkosti komunikace u zámku |
| Hraniční buk Potštejn                                          |                                      | Potštejn 50°4′43″ s. š., 16°18′14″ v. d.                                       | buk lesní | 442 | 101392 Q26786982 | | V lesním porostu na prudkém svahu nad řekou Divokou Orlicí, jižně od Potštejna, na začátku Anenského údolí |
| Hrušeň v Potštejně †                                           |                                      | Potštejn                                                                       | hrušeň obecná | 303 | 101398           | | U cesty nad Štěpnicí ve směru na Doudleby nad Orlicí, na konci Doudlebské ulice; podle stromu pojmenována část obce "U hrušky" |
| Lipová alej v Potštejně                                        | Pod Lipami                           | Potštejn 50°4′48″ s. š., 16°18′19″ v. d.                                       | jírovec maďal (31) lípa (116) | & Chyba ve výrazu: Neočekávaný operátor / Chyba ve výrazu: Neočekávaný operátor / Chyba ve výrazu: Neočekávaný operátor / Chyba ve výrazu: Neočekávaný operátor / Chyba ve výrazu: Neočekávaný operátor / Chyba ve výrazu: Neočekávaný operátor / Chyba ve výrazu: Neočekávaný operátor / Chyba ve výrazu: Neočekávaný operátor / Chyba ve výrazu: Neočekávaný operátor / Chyba ve výrazu: Neočekávaný operátor / Chyba ve výrazu: Neočekávaný operátor / Chyba ve výrazu: Neočekávaný operátor / Chyba ve výrazu: Neočekávaný operátor / Chyba ve výrazu: Neočekávaný operátor / Chyba ve výrazu: Neočekávaný operátor / -1.0000-0 | 101401 Q26790873 | | Podél cesty po pravém břehu Orlice, některé stromy již odkáceny, vysázeny nové |
| Lípy na hřbitově v Potštejně                                   |                                      | Potštejn 50°5′25″ s. š., 16°18′12″ v. d.                                       | lípa malolistá (20) | & Chyba ve výrazu: Neočekávaný operátor / Chyba ve výrazu: Neočekávaný operátor / Chyba ve výrazu: Neočekávaný operátor / Chyba ve výrazu: Neočekávaný operátor / Chyba ve výrazu: Neočekávaný operátor / Chyba ve výrazu: Neočekávaný operátor / Chyba ve výrazu: Neočekávaný operátor / Chyba ve výrazu: Neočekávaný operátor / Chyba ve výrazu: Neočekávaný operátor / Chyba ve výrazu: Neočekávaný operátor / Chyba ve výrazu: Neočekávaný operátor / Chyba ve výrazu: Neočekávaný operátor / Chyba ve výrazu: Neočekávaný operátor / Chyba ve výrazu: Neočekávaný operátor / Chyba ve výrazu: Neočekávaný operátor / -1.0000-0 | 101397 Q26779327 | | V obci podél hřbitovní zdi a u kostela sv. Marka |
| Lípy u kapličky v Brné                                         | Lípy v Brné                          | Potštejn 50°4′39″ s. š., 16°19′30″ v. d.                                       | lípa srdčitá (2) | & Chyba ve výrazu: Neočekávaný operátor / Chyba ve výrazu: Neočekávaný operátor / Chyba ve výrazu: Neočekávaný operátor / Chyba ve výrazu: Neočekávaný operátor / Chyba ve výrazu: Neočekávaný operátor / Chyba ve výrazu: Neočekávaný operátor / Chyba ve výrazu: Neočekávaný operátor / Chyba ve výrazu: Neočekávaný operátor / Chyba ve výrazu: Neočekávaný operátor / Chyba ve výrazu: Neočekávaný operátor / Chyba ve výrazu: Neočekávaný operátor / Chyba ve výrazu: Neočekávaný operátor / Chyba ve výrazu: Neočekávaný operátor / Chyba ve výrazu: Neočekávaný operátor / Chyba ve výrazu: Neočekávaný operátor / -1.0000-0 | 101395 Q26779325 | Kategorie „Lípy u kapličky v Brné“ na Wikimedia Commons                                              | V obci v části Brná u kapličky |
| Stromy u sv. Vavřince                                          | Lípy u kostela                       | Potštejn 50°4′55″ s. š., 16°18′34″ v. d.                                       | lípa malolistá (14) jírovec maďal (2) | & Chyba ve výrazu: Neočekávaný operátor / Chyba ve výrazu: Neočekávaný operátor / Chyba ve výrazu: Neočekávaný operátor / Chyba ve výrazu: Neočekávaný operátor / Chyba ve výrazu: Neočekávaný operátor / Chyba ve výrazu: Neočekávaný operátor / Chyba ve výrazu: Neočekávaný operátor / Chyba ve výrazu: Neočekávaný operátor / Chyba ve výrazu: Neočekávaný operátor / Chyba ve výrazu: Neočekávaný operátor / Chyba ve výrazu: Neočekávaný operátor / Chyba ve výrazu: Neočekávaný operátor / Chyba ve výrazu: Neočekávaný operátor / Chyba ve výrazu: Neočekávaný operátor / Chyba ve výrazu: Neočekávaný operátor / -1.0000-0 | 101399 Q26779329 | | V centru obce u kostela sv. Vavřince |
| Buk lesní                                                      |                                      | Proruby u Potštejna 50°4′31″ s. š., 16°18′4″ v. d.                             | buk lesní | 479 | 101391 Q26786980 | | Ve stráni na okraji lesa, na katastrální hranici Proruby-Potštejn, nedaleko kóty Kapraď |
| Farská lípa                                                    |                                      | Přepychy u Opočna 50°14′6″ s. š., 16°6′30″ v. d.                               | lípa srdčitá | 561 | 105128 Q26789693 | | Ve skupině dřevin kolem rybníčku mezi farou a kostelem |
| 3 hrušky plané                                                 |                                      | Pulice 50°16′47″ s. š., 16°8′44″ v. d.                                         | hrušeň planá (3) | & Chyba ve výrazu: Neočekávaný operátor / Chyba ve výrazu: Neočekávaný operátor / Chyba ve výrazu: Neočekávaný operátor / Chyba ve výrazu: Neočekávaný operátor / Chyba ve výrazu: Neočekávaný operátor / Chyba ve výrazu: Neočekávaný operátor / Chyba ve výrazu: Neočekávaný operátor / Chyba ve výrazu: Neočekávaný operátor / Chyba ve výrazu: Neočekávaný operátor / Chyba ve výrazu: Neočekávaný operátor / Chyba ve výrazu: Neočekávaný operátor / Chyba ve výrazu: Neočekávaný operátor / Chyba ve výrazu: Neočekávaný operátor / Chyba ve výrazu: Neočekávaný operátor / Chyba ve výrazu: Neočekávaný operátor / -1.0000-0 | 105041 Q26779291 | | Po pravé straně silnice směrem z Dobrušky do Opočna - v roce 2018 zbývá pouze jeden strom |
| Dub letní                                                      |                                      | Pulice 50°17′42″ s. š., 16°7′31″ v. d.                                         | dub letní | 655 | 104978 Q26789587 | | v blízkosti Dědiny v břehovém porostu |
| Jilm vaz                                                       |                                      | Radostovice u Lična 50°11′3″ s. š., 16°9′21″ v. d.                             | jilm vaz | 310 | 104997 Q26789603 | | V obci, na návsi u studny |
| Alej od státního statku Rokytnice v Orl. horách k Novému dvoru |                                      | Rokytnice v Orlických horách 50°10′22″ s. š., 16°26′48″ v. d.                  | dub letní (7) dub červený (3) dub (1) buk lesní (1) habr obecný (1) javor mléč (8) javor klen (75) jasan ztepilý (22) bříza bělokorá (1) jeřáb ptačí (1) olše lepkavá (1) vrba jíva (1) jírovec maďal (6) lípa srdčitá (18) | & Chyba ve výrazu: Neočekávaný operátor / Chyba ve výrazu: Neočekávaný operátor / Chyba ve výrazu: Neočekávaný operátor / Chyba ve výrazu: Neočekávaný operátor / Chyba ve výrazu: Neočekávaný operátor / Chyba ve výrazu: Neočekávaný operátor / Chyba ve výrazu: Neočekávaný operátor / Chyba ve výrazu: Neočekávaný operátor / Chyba ve výrazu: Neočekávaný operátor / Chyba ve výrazu: Neočekávaný operátor / Chyba ve výrazu: Neočekávaný operátor / Chyba ve výrazu: Neočekávaný operátor / Chyba ve výrazu: Neočekávaný operátor / Chyba ve výrazu: Neočekávaný operátor / Chyba ve výrazu: Neočekávaný operátor / -1.0000-0 | 101424 Q26790863 | Kategorie „Alej od státního statku Rokytnice v Orlických horách k Novému dvoru“ na Wikimedia Commons | Po obou stranách silnice od statku směrem k Novému dvoru |
| Jasan v Nebeské Rybné                                          |                                      | Rokytnice v Orlických horách 50°11′37″ s. š., 16°25′18″ v. d.                  | jasan ztepilý | 575 | 105962 Q26790583 | | U penzionu Orlicko na svahu nad úvozovou cestou severně od zatáčky silnice v Nebeské Rybné |
| Lípy u kaple Sv. Antonína                                      |                                      | Rokytnice v Orlických horách 50°10′14″ s. š., 16°27′54″ v. d.                  | lípa velkolistá (3) | & Chyba ve výrazu: Neočekávaný operátor / Chyba ve výrazu: Neočekávaný operátor / Chyba ve výrazu: Neočekávaný operátor / Chyba ve výrazu: Neočekávaný operátor / Chyba ve výrazu: Neočekávaný operátor / Chyba ve výrazu: Neočekávaný operátor / Chyba ve výrazu: Neočekávaný operátor / Chyba ve výrazu: Neočekávaný operátor / Chyba ve výrazu: Neočekávaný operátor / Chyba ve výrazu: Neočekávaný operátor / Chyba ve výrazu: Neočekávaný operátor / Chyba ve výrazu: Neočekávaný operátor / Chyba ve výrazu: Neočekávaný operátor / Chyba ve výrazu: Neočekávaný operátor / Chyba ve výrazu: Neočekávaný operátor / -1.0000-0 | 104882 Q26779301 | Kategorie „Lípa u kaple sv. Antonína“ na Wikimedia Commons                                           | Kolem kaple a sochy sv. Antonína po levé straně silnice směrem na Horní Rokytnici; obvod kmene: 460 cm, 184 cm; 1 lípa zanikla |
| Jarešův klen v Rybné nad Zdobnicí                              |                                      | Rybná nad Zdobnicí 50°7′21″ s. š., 16°21′27″ v. d.                             | javor klen | 428 | 101402 Q26786986 | | Na vyvýšeném místě cca 20 m od čp. 26; rodový strom |
| Lípa ve Dvorku                                                 |                                      | Rybná nad Zdobnicí 50°7′12″ s. š., 16°22′36″ v. d.                             | lípa srdčitá | 310 | 101403 Q26786988 | | V odlehlé části obce nedaleko staré chalupy |
| Stromy v Rybné nad Zdobnicí                                    |                                      | Rybná nad Zdobnicí 50°6′22″ s. š., 16°21′52″ v. d.                             | dub letní (1) lípa srdčitá (3) | & Chyba ve výrazu: Neočekávaný operátor / Chyba ve výrazu: Neočekávaný operátor / Chyba ve výrazu: Neočekávaný operátor / Chyba ve výrazu: Neočekávaný operátor / Chyba ve výrazu: Neočekávaný operátor / Chyba ve výrazu: Neočekávaný operátor / Chyba ve výrazu: Neočekávaný operátor / Chyba ve výrazu: Neočekávaný operátor / Chyba ve výrazu: Neočekávaný operátor / Chyba ve výrazu: Neočekávaný operátor / Chyba ve výrazu: Neočekávaný operátor / Chyba ve výrazu: Neočekávaný operátor / Chyba ve výrazu: Neočekávaný operátor / Chyba ve výrazu: Neočekávaný operátor / Chyba ve výrazu: Neočekávaný operátor / -1.0000-0 | 101404 Q26779323 | | Ve středu obce u cesty ke středisku ZD; původně 5 stromů, v červenci 1999 jeden dub skácen |
| Javor babyka                                                   | Babyka U Babky                       | Rychnov nad Kněžnou 50°10′22″ s. š., 16°17′38″ v. d.                           | javor babyka | 365 | 101433 Q10859662 | Kategorie „Babyka U Babky“ na Wikimedia Commons                                                      | U cesty ke koupališti a do lesa Včelný |
| Lípy srdčité                                                   |                                      | Rychnov nad Kněžnou 50°9′59″ s. š., 16°16′1″ v. d.                             | lípa srdčitá (2) | & Chyba ve výrazu: Neočekávaný operátor / Chyba ve výrazu: Neočekávaný operátor / Chyba ve výrazu: Neočekávaný operátor / Chyba ve výrazu: Neočekávaný operátor / Chyba ve výrazu: Neočekávaný operátor / Chyba ve výrazu: Neočekávaný operátor / Chyba ve výrazu: Neočekávaný operátor / Chyba ve výrazu: Neočekávaný operátor / Chyba ve výrazu: Neočekávaný operátor / Chyba ve výrazu: Neočekávaný operátor / Chyba ve výrazu: Neočekávaný operátor / Chyba ve výrazu: Neočekávaný operátor / Chyba ve výrazu: Neočekávaný operátor / Chyba ve výrazu: Neočekávaný operátor / Chyba ve výrazu: Neočekávaný operátor / -1.0000-0 | 101394 Q26779308 | | Na židovském hřbitově po obou stranách kaple |
| Stromořadí dvanácti kusů lip srdčitých /Tilia cordata/         |                                      | Rychnov nad Kněžnou 50°9′18″ s. š., 16°16′14″ v. d.                            | lípa srdčitá (12) | & Chyba ve výrazu: Neočekávaný operátor / Chyba ve výrazu: Neočekávaný operátor / Chyba ve výrazu: Neočekávaný operátor / Chyba ve výrazu: Neočekávaný operátor / Chyba ve výrazu: Neočekávaný operátor / Chyba ve výrazu: Neočekávaný operátor / Chyba ve výrazu: Neočekávaný operátor / Chyba ve výrazu: Neočekávaný operátor / Chyba ve výrazu: Neočekávaný operátor / Chyba ve výrazu: Neočekávaný operátor / Chyba ve výrazu: Neočekávaný operátor / Chyba ve výrazu: Neočekávaný operátor / Chyba ve výrazu: Neočekávaný operátor / Chyba ve výrazu: Neočekávaný operátor / Chyba ve výrazu: Neočekávaný operátor / -1.0000-0 | 101393 Q26790859 | | V horní části hřbitova |
| Skupina stromů na Šafářce                                      |                                      | Říčky v Orlických horách 50°11′52″ s. š., 16°27′39″ v. d.                      | dub letní (1) javor klen (2) jasan ztepilý (1) | & Chyba ve výrazu: Neočekávaný operátor / Chyba ve výrazu: Neočekávaný operátor / Chyba ve výrazu: Neočekávaný operátor / Chyba ve výrazu: Neočekávaný operátor / Chyba ve výrazu: Neočekávaný operátor / Chyba ve výrazu: Neočekávaný operátor / Chyba ve výrazu: Neočekávaný operátor / Chyba ve výrazu: Neočekávaný operátor / Chyba ve výrazu: Neočekávaný operátor / Chyba ve výrazu: Neočekávaný operátor / Chyba ve výrazu: Neočekávaný operátor / Chyba ve výrazu: Neočekávaný operátor / Chyba ve výrazu: Neočekávaný operátor / Chyba ve výrazu: Neočekávaný operátor / Chyba ve výrazu: Neočekávaný operátor / -1.0000-0 | 101406 Q26779299 | | Poblíž chalupy č. 014, na pravé straně komunikace z Horní Rokytnice do Říček v Orlických horách, v lokalitě zvané Na Šafářce |
| Jasan na rozcestí                                              |                                      | Sedloňov                                                                       | jasan ztepilý | 440 | 106106 Q26790788 | | V blízkosti křižovatky cest Sedloňov-Olešnice v Orlických horách-Sněžné u čp. 51 |
| Lípa v Sedloňově                                               | Sedloňovská lípa                     | Sedloňov 50°20′14″ s. š., 16°19′2″ v. d.                                       | lípa srdčitá | 848 | 101451 Q12051273 | Kategorie „Sedloňovská lípa“ na Wikimedia Commons                                                    | Po pravé straně silnice Deštné-Sedloňov před křižovatkou na Olešnici a na Bystré. |
| Lípa velkolistá                                                |                                      | Sedloňov 50°20′20″ s. š., 16°18′51″ v. d.                                      | lípa velkolistá | 485 | 101450 Q26787024 | | U obchodu Smíšené zboží u odbočky na Dobřany |
| Jasan na hřišti                                                | Jasan v Semechnici                   | Semechnice 50°15′37″ s. š., 16°8′38″ v. d.                                     | jasan ztepilý | 400 | 106076 Q26790702 | Kategorie „Jasan na hřišti“ na Wikimedia Commons                                                     | V obci jihozápadně od hospody u hřiště na štěrkové ploše. |
| Lípa velkolistá                                                |                                      | Skuhrov nad Bělou 50°14′ s. š., 16°17′11″ v. d.                                | lípa velkolistá | 295 | 101447 Q12054549 | | V poli po pravé straně silnice z Hraštic do Svinné naproti kravínu |
| Jasan v Souvlastní                                             |                                      | Souvlastní 50°12′40″ s. š., 16°24′42″ v. d.                                    | jasan ztepilý | & Chyba ve výrazu: Neočekávaný operátor / Chyba ve výrazu: Neočekávaný operátor / Chyba ve výrazu: Neočekávaný operátor / Chyba ve výrazu: Neočekávaný operátor / Chyba ve výrazu: Neočekávaný operátor / Chyba ve výrazu: Neočekávaný operátor / Chyba ve výrazu: Neočekávaný operátor / Chyba ve výrazu: Neočekávaný operátor / Chyba ve výrazu: Neočekávaný operátor / Chyba ve výrazu: Neočekávaný operátor / Chyba ve výrazu: Neočekávaný operátor / Chyba ve výrazu: Neočekávaný operátor / Chyba ve výrazu: Neočekávaný operátor / Chyba ve výrazu: Neočekávaný operátor / Chyba ve výrazu: Neočekávaný operátor / -1.0000-0 | 101419 Q26787000 | | U bývalých hospodářských budov pastevního areálu v horní části osady |
| Svídnická borovice                                             | Svídnická borovice                   | Svídnice u Kostelce nad Orlicí 50°5′8″ s. š., 16°13′36″ v. d.                  | borovice lesní | 280 | 101435 Q12057697 | Kategorie „Svídnická borovice“ na Wikimedia Commons                                                  | V poli na okraji obce nad silnicí směrem na Krchleby |
| Lípa na Šedivinách                                             |                                      | Šediviny 50°18′27″ s. š., 16°18′55″ v. d.                                      | lípa srdčitá | 505 | 104884 Q26789525 | | U rekreační chalupy č. 8 poblíž silnice vedoucí od kostela na Šedivinách směrem na Plasnici |
| Dub letní                                                      |                                      | Týniště nad Orlicí 50°9′24″ s. š., 16°5′10″ v. d.                              | dub letní | 495 | 101434 Q26787018 | | Na sídlišti " U dubu", v severovýchodní části města |
| 2 lípy malolisté u sousoší sv. Anny ve Vamberku                |                                      | Vamberk 50°6′54″ s. š., 16°18′18″ v. d.                                        | lípa srdčitá (2) | & Chyba ve výrazu: Neočekávaný operátor / Chyba ve výrazu: Neočekávaný operátor / Chyba ve výrazu: Neočekávaný operátor / Chyba ve výrazu: Neočekávaný operátor / Chyba ve výrazu: Neočekávaný operátor / Chyba ve výrazu: Neočekávaný operátor / Chyba ve výrazu: Neočekávaný operátor / Chyba ve výrazu: Neočekávaný operátor / Chyba ve výrazu: Neočekávaný operátor / Chyba ve výrazu: Neočekávaný operátor / Chyba ve výrazu: Neočekávaný operátor / Chyba ve výrazu: Neočekávaný operátor / Chyba ve výrazu: Neočekávaný operátor / Chyba ve výrazu: Neočekávaný operátor / Chyba ve výrazu: Neočekávaný operátor / -1.0000-0 | 104991 Q26779318 | | Na východním kraji města u sousoší sv. Anny; obvod kmenů je 222cm, 262 cm |
| 3 lípy malolisté "nad milenkou"                                |                                      | Vamberk 50°7′27″ s. š., 16°17′3″ v. d.                                         | lípa srdčitá (3) | & Chyba ve výrazu: Neočekávaný operátor / Chyba ve výrazu: Neočekávaný operátor / Chyba ve výrazu: Neočekávaný operátor / Chyba ve výrazu: Neočekávaný operátor / Chyba ve výrazu: Neočekávaný operátor / Chyba ve výrazu: Neočekávaný operátor / Chyba ve výrazu: Neočekávaný operátor / Chyba ve výrazu: Neočekávaný operátor / Chyba ve výrazu: Neočekávaný operátor / Chyba ve výrazu: Neočekávaný operátor / Chyba ve výrazu: Neočekávaný operátor / Chyba ve výrazu: Neočekávaný operátor / Chyba ve výrazu: Neočekávaný operátor / Chyba ve výrazu: Neočekávaný operátor / Chyba ve výrazu: Neočekávaný operátor / -1.0000-0 | 104993 Q26779320 | | U kapličky nad městem u silnice směrem na Rychnov nad Kněžnou |
| Buk lesní                                                      |                                      | Vamberk 50°7′3″ s. š., 16°17′48″ v. d.                                         | buk lesní | 577 | 104999 Q26789606 | | Na náměstí dr. Lutzowa poblíž křižovatky směrem k Polské ulici; trojkmen, obvod 234 cm, 165 cm, 155 cm |
| Lípa malolistá na pozemku pod školou                           |                                      | Vamberk 50°7′1″ s. š., 16°17′15″ v. d.                                         | lípa malolistá | 387 | 104998 Q26789605 | | V centru města, pod školou u trafostanice |
| Lípa srdčitá (Hnátnická)                                       |                                      | Vamberk 50°7′5″ s. š., 16°18′35″ v. d.                                         | lípa srdčitá | 474 | 104973 Q26789584 | | V lokalitě Sebranice v blízkosti kapličky a studánky; údajně chráněna již v minulosti, ale záznamy nedochovány |
| Lípy srdčité na Podřezově                                      |                                      | Vamberk 50°7′48″ s. š., 16°17′53″ v. d.                                        | lípa srdčitá (2) | & Chyba ve výrazu: Neočekávaný operátor / Chyba ve výrazu: Neočekávaný operátor / Chyba ve výrazu: Neočekávaný operátor / Chyba ve výrazu: Neočekávaný operátor / Chyba ve výrazu: Neočekávaný operátor / Chyba ve výrazu: Neočekávaný operátor / Chyba ve výrazu: Neočekávaný operátor / Chyba ve výrazu: Neočekávaný operátor / Chyba ve výrazu: Neočekávaný operátor / Chyba ve výrazu: Neočekávaný operátor / Chyba ve výrazu: Neočekávaný operátor / Chyba ve výrazu: Neočekávaný operátor / Chyba ve výrazu: Neočekávaný operátor / Chyba ve výrazu: Neočekávaný operátor / Chyba ve výrazu: Neočekávaný operátor / -1.0000-0 | 104974 Q26779315 | | V polích u Božích muk u polní cesty z Podřezova na Roveň |
| Stromořadí kolem starého hřbitova ve Vamberku                  |                                      | Vamberk 50°6′57″ s. š., 16°17′23″ v. d.                                        | dub letní (1) jasan ztepilý (2) lípa malolistá (13) jírovec maďal (1) | & Chyba ve výrazu: Neočekávaný operátor / Chyba ve výrazu: Neočekávaný operátor / Chyba ve výrazu: Neočekávaný operátor / Chyba ve výrazu: Neočekávaný operátor / Chyba ve výrazu: Neočekávaný operátor / Chyba ve výrazu: Neočekávaný operátor / Chyba ve výrazu: Neočekávaný operátor / Chyba ve výrazu: Neočekávaný operátor / Chyba ve výrazu: Neočekávaný operátor / Chyba ve výrazu: Neočekávaný operátor / Chyba ve výrazu: Neočekávaný operátor / Chyba ve výrazu: Neočekávaný operátor / Chyba ve výrazu: Neočekávaný operátor / Chyba ve výrazu: Neočekávaný operátor / Chyba ve výrazu: Neočekávaný operátor / -1.0000-0 | 104992 Q26790824 | | Na hřbitově, podél hřbitovní zdi a u kaple sv. Barbory ve Vamberku |
| Vamberecký platan                                              |                                      | Vamberk 50°6′53″ s. š., 16°17′23″ v. d.                                        | platan javorolistý | 291 | 105192 Q26789717 | | V městské veřejně přístupné zeleni, využívané jako klidová zóna |
| Lípy velkolisté                                                |                                      | Velký Uhřínov 50°14′58″ s. š., 16°20′50″ v. d.                                 | lípa velkolistá (3) | & Chyba ve výrazu: Neočekávaný operátor / Chyba ve výrazu: Neočekávaný operátor / Chyba ve výrazu: Neočekávaný operátor / Chyba ve výrazu: Neočekávaný operátor / Chyba ve výrazu: Neočekávaný operátor / Chyba ve výrazu: Neočekávaný operátor / Chyba ve výrazu: Neočekávaný operátor / Chyba ve výrazu: Neočekávaný operátor / Chyba ve výrazu: Neočekávaný operátor / Chyba ve výrazu: Neočekávaný operátor / Chyba ve výrazu: Neočekávaný operátor / Chyba ve výrazu: Neočekávaný operátor / Chyba ve výrazu: Neočekávaný operátor / Chyba ve výrazu: Neočekávaný operátor / Chyba ve výrazu: Neočekávaný operátor / -1.0000-0 | 101446 Q26779312 | | obvod kmenů: 550 cm, 613 cm, 615 cm |
| Tis červený                                                    | Polanka - památný tis                | Velký Uhřínov 50°14′50″ s. š., 16°22′3″ v. d.                                  | tis červený | 232 | 104989 Q26789599 | | Na travnatém pozemku u rekreační chalupy |
| Dub letní                                                      |                                      | Záměl 50°5′53″ s. š., 16°17′16″ v. d.                                          | dub letní | 455 | 104982 Q26789591 | | V zahradě v obci na levém břehu řeky Orlice |
| Lípa srdčitá choceňskova                                       |                                      | Záměl 50°5′29″ s. š., 16°18′16″ v. d.                                          | lípa srdčitá | 463 | 104983 Q26789592 | | Na břehu náhonu zásobujícího rybník Návesník |